# Marvel Comics
Marvel Comics är ett amerikanskt serieförlag, grundat 1939 under namnet Timely Comics. Marvel är ett av de två största serieförlagen i USA (det andra är DC Comics).
De flesta historierna utspelar sig inom ett gemensamt Marveluniversum där de olika figurerna kan mötas. Grunden till Marvels framgång, och de flesta klassiska figurerna, skapades av Stan Lee och Jack Kirby, samt Steve Ditko. Under några få år i början av 1960-talet skapade de tillsammans många superhjältar som idag fortfarande är bland de mest populära. Hit hör bland annat Spider-Man, Hulk, X-Men, Guardians of the Galaxy och Fantastic Four.

## Historia
Förlaget grundades 1939 under namnet Timely Comics. Förlaget bytte sedan namn till Atlas Comics 1950 och till Marvel Comics 1960. Riktigt stora blev de först på 1960-talet, när de utvecklade den så kallade Marvelstilen för superhjältar. Marvelstilen innebär att de klassiska superhjälte-historierna om hjältedåd och heroiska insatser blandas upp med en fortlöpande såpopera om superhjältarnas privatliv och psykologiska konflikter
Under 2000 lanserades Ultimate Marvel (se nedan).
Under 2000-talet har flera av Marvels serier blivit "otecknade" långfilmer (spelfilmer). Se vidare Lista över filmer baserade på Marvel Comics.
Den 31 augusti 2009 blev Marvel Comics uppköpta av Walt Disney Company.

### Ultimate Marvel
Efter att ha givits ut under decennier blev Marvels serietidningars kontinuitet mycket svår att förstå. Det fanns hundratals figurer, massor med viktiga händelser man var tvungen att ha läst för att förstå handlingen, och dessutom var handlingen i sig lite egen; att figurer dog och kom tillbaka var en vanlig företeelse, vissa visade sig vara kloner av andra, folk från möjliga framtider träffade sina föräldrar från andra dimensioner. Den invecklade handligen resulterade i att det blev svårt att hålla reda på hela bilden. Till exempel visade sig Spider-Man vara en klon av en annan man som var den riktige Spider-Man; emellertid var också han en klon av den klonen, som visade sig vara den riktige och ingen klon. 
Marvel själva visade missnöje över att deras komplicerade kontinuitet avskräckte potentiella läsare, och hade önskemålet att börja om från början. Det gjorde de också i och med lanseringen av Ultimate Marvel år 2000. Först lanserades Ultimate Spider-Man och året efter började Ultimate X-Men komma ut. Marvel fortsatte att publicera de gamla Spider-Man- och X-Men-serierna samtidigt. Den gamla kontinuiteten i de så kallade "mainstream" Marvel-serierna fortsatte parallellt och blev inte påverkad av Ultimate Marvel.
Ultimate Marvel var ett nytt Marveluniversum, med mer realistisk handling där man kunde rätta till lite konstiga detaljer i storyn, och skippa riktigt komplicerade handlingstrådar. Ultimate Marvel-universumet visade sig dock efter ett tag bli ganska komplicerat, även det, och lades ned 2015, då det diegetiskt förintades tillsammans med flera andra universum i Marvels multiversum.

## Marvels seriefigurer
Några av Marvels seriefigurer:
- Spider-Man, har hetat Spindelmannen i Sverige.
- Fantastic Four, även kallad Fantastiska fyran.
- Daredevil, även kallad Demonen och Våghalsen.
- Wolverine, även kallad Järven.
- Punisher, även kallad Straffaren.
- Avengers, kallad Hämnarna i Sverige.
- Iron Man, även kallad Järnmannen.
- Hulk, i vissa utgåvor kallad Hulken.
- X-Men, även kallade X-Männen och X:en.
- Captain America, även kallad Kapten Amerika.
- Black Widow, även kallad Svarta Änkan.
- Hawkeye, även kallad Hököga och Falköga.
- Black Panther, även kallad Svarta Pantern.
- Iron Fist, även kallad Järnnäven.
- Luke Cage, även kallad Jet Black och Kraftmannen.
- Thor
- Doctor Strange
- Jessica Jones
- Peggy Carter
- Shang-Chi
- Thanos
- Deadpool

Dessutom har Marvel gett ut flera licensierade serier såsom Transformers, G.I. Joe, Conan och Godzilla.

## Marvel i Sverige
Den första marveltidningen gavs ut av Centerförlaget 1966 och hette Demonen (1966–1969). Den innehöll serier med Daredevil. Williams förlag gav ut tidningarna Marvel-serien, som innehöll Spider-Man (1967–1970), och Fantastic Four (1967–1969). 1974 började Red Clown ge ut Marvel i Sverige, men efter två år lades tidningarna Mästaren på karate och Spindelmannen ner medan Varulven (Werewolf) och Hulk hade lagts ner redan efter ett år. 1978 startade förlaget Atlantic sin utgivning med ett flertal Marveltitlar. Kvaliteten på översättningarna var dock bristfällig och tidningarna gavs inte heller ut i någon kronologisk ordning. I slutet av 1984 tog Semic press över utgivningen, och samtidigt startades Marvelklubben. 1997 såldes Marvel-licensen till Egmont Serieförlaget (nuvarande Egmont Kids Media Nordic).